# 莱比锡辩论
莱比锡辩论（德語：Leipziger Disputation）是一次公开的神学辩论，从1519年6月持续到7月，地点是在莱比锡的普萊森堡（现在市政厅的位置）。 
莱比锡辩论原本是在安德烈亚斯·卡尔施塔特和约翰·埃克之间进行。埃克是罗马天主教教义的坚定捍卫者，挑战卡尔施塔特，要求关于自由意志和恩典的教义进行公开辩论。 
1519年7月，马丁·路德应埃克的邀请抵达莱比锡，加入这场辩论。路德和埃克扩大辩论的范围，包括炼狱、销售赎罪券、告解的必要性和方法，以及教宗权威的合法性。